# Mokopane
Mokopane (bis 1858 Vredenburg, danach bis 2003 Potgietersrus) ist eine Stadt in der Gemeinde Mogalakwena, Distrikt Waterberg, in der südafrikanischen Provinz Limpopo. Sie liegt auf 1204 Meter Höhe über dem Meeresspiegel. 2011 hatte die Stadt 30.151 Einwohner.

## Geschichte
Die Stadt wurde durch die Voortrekker als Vredenburg gegründet und später nach einem ihrer Anführer, Piet Potgieter, benannt. Der Name wurde 2003 in Mokopane geändert, nach einem früheren traditionellen Herrscher. Die Gegend um Mokopane ist die Heimat der isiNdebele sprechenden Stämme. Vier Königreiche sind in der Nähe der Stadt beheimatet: Langa (eMapela), Gegana (eMshade), Lebelo (eGarasvlei) und Langa (eBakenburg). Daneben gibt es vor allem Pedi und Sotho.

## Wirtschaft
Das Mokopane-Gebiet ist eines von Südafrikas ertragreichsten landwirtschaftlichen Gebieten. Weizen, Tabak, Baumwolle, Rindfleisch, Mais, Erdnüsse und Zitrusgewächse werden dort produziert. Das Zebediela Citrus-Gut, 55 Kilometer südöstlich, ist einer der größten Zitrusfarmen in der südlichen Hemisphäre.
Des Weiteren ist das Gebiet reich an mineralischen Bodenschätzen, mit dem Bergbau auf Platin, Diamanten und Granit als Haupteinnahmequellen.

## Sehenswürdigkeiten
Nur zwei Autostunden von der Provinz Gauteng gelegen, fungiert die Stadt als Ausflugsziel und Zwischenstation für Reisende in Richtung Botswana, Simbabwe und Kruger-Nationalpark. Das Gebiet ist ein typisches Buschland mit vielen Akazienbäumen und Aloen und liegt im Waterberg-Gebirge.
In Mahwereleng in der Nähe von Mokopane werden traditionelle Lebensstile für Touristen dargestellt.
Das Arend Dieperink Museum stellt die Geschichte der Stadt dar, die Evolution vom Menschenaffen zu Menschen anhand der Funde von Makapansgat, San-Zeichnungen und frühen Aktivitäten im Gebiet bis zum Ersten und Zweiten Burenkrieg und jüngsten Ereignissen.
Seit 2006 ist der paläontologische Fundplatz Makapansgat, neben anderen Fundstellen in Südafrika, Teil des UNESCO-Weltkulturerbes. Er liegt 15 Kilometer nördlich von Mokopane.